# Viktor Izrailevics Kanyevszkij
Viktor Izrailevics Kanyevszkij (ukránul: Віктор Ізраїльович Каневський, oroszul: Виктор Израилевич Каневский; Kijev, 1936. október 3. – Bristol, Connecticut, USA, 2018. november 25.) ukrán labdarúgó, edző.
A szovjet válogatott tagjaként részt vett az 1962-es világbajnokságon.

## Sikerei, díjai
Dinamo Kijev
- Szovjet bajnok (1): 1961
- Szovjet kupa (1): 1964